# Toussaint (nome)
Toussaint  è un nome proprio di persona francese maschile.

## Origine e diffusione
Riprende il termine francese tous saints (dal latino totus sanctus), che vuol dire "tutti i santi"; fa riferimento, al pari degli italiani Sante e Santoro e dello spagnolo Santos, alla festività cristiana di Ognissanti, ed era tradizionalmente imposto a bambini nati nel periodo di tale ricorrenza.

## Onomastico
L'onomastico si festeggia il 1º novembre, in occasione di Ognissanti.

## Persone

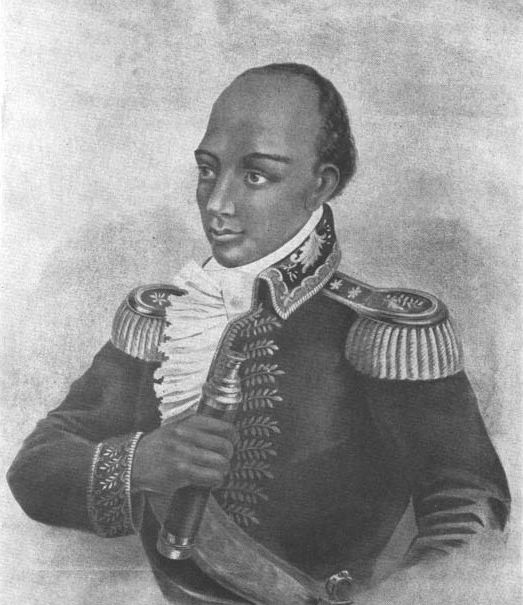
Toussaint Louverture

- Jean Toussaint Arrighi de Casanova, politico francese
- Nicolas Toussaint Charlet, pittore francese
- Toussaint de Forbin-Janson, cardinale e vescovo cattolico francese
- Pierre Toussaint Marcel de Serres de Mesplès, geologo francese
- Toussaint Dubreuil, pittore francese
- Toussaint Gelton, pittore e mercante d'arte olandese
- Paul-Louis-Toussaint Héroult, scienziato francese
- Toussaint Louverture, rivoluzionario haitiano
- Joseph Toussaint Reinaud, storico e orientalista francese
- Toussaint Rose, politico francese
- Toussaint von Charpentier, geologo ed entomologo tedesco